# Heřmánek (rybník)
Heřmánek je rybník, který se nachází poblíž vesnice Horky, jižně od Českých Heřmanic, severozápadně od vesnice Netřeby. Leží v katastrálním území Horky v okrese Svitavy, ovšem těsně za hranicí s okresem Ústí nad Orlicí. Jeho rozloha činí přibližně 3 ha. Rybník je prostřední ze soustavy rybníků na potoce Labuťka (povodí říčky Loučná), nad ním následuje rybník Velký netřebský rybník a pod ním rybník Šváb (oba tyto sousední rybníky leží v katastru České Heřmanice v okrese Ústí nad Orlicí). Rybníky jsou také napájeny kanálem od Končinského potoka. Potok Labuťka vlastně vzniká také jako kanál odbočující z Končinského potoka nad vesnicí Netřeby a pod soustavou rybníků pak ústí do Sloupnického potoka ve vesnici Tisová. Rybníky byly budovány v této oblasti už v 15. století a rybník Heřmánek pak v 17. století. Rybník je domovem některých vodních ptáků a bahňáků nebo jim slouží v době tahu. Také se zde vyskytují běžné vodní rostliny, alespoň v minulosti byl zaznamenán např. rdest hřebenitý (Potamogeon pectinatus).

## Galerie

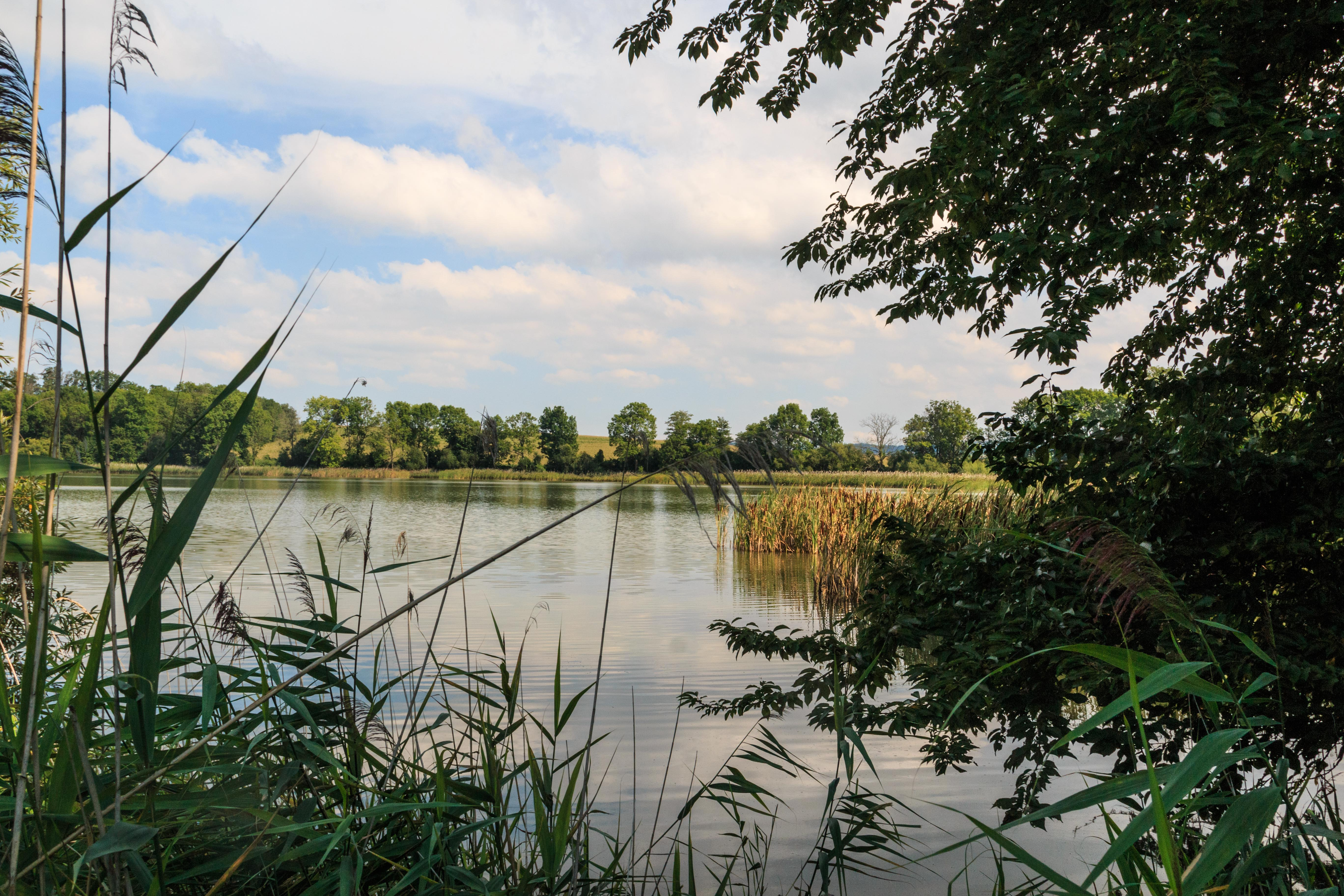
pohled na rybník Heřmánek u Českých Heřmanic
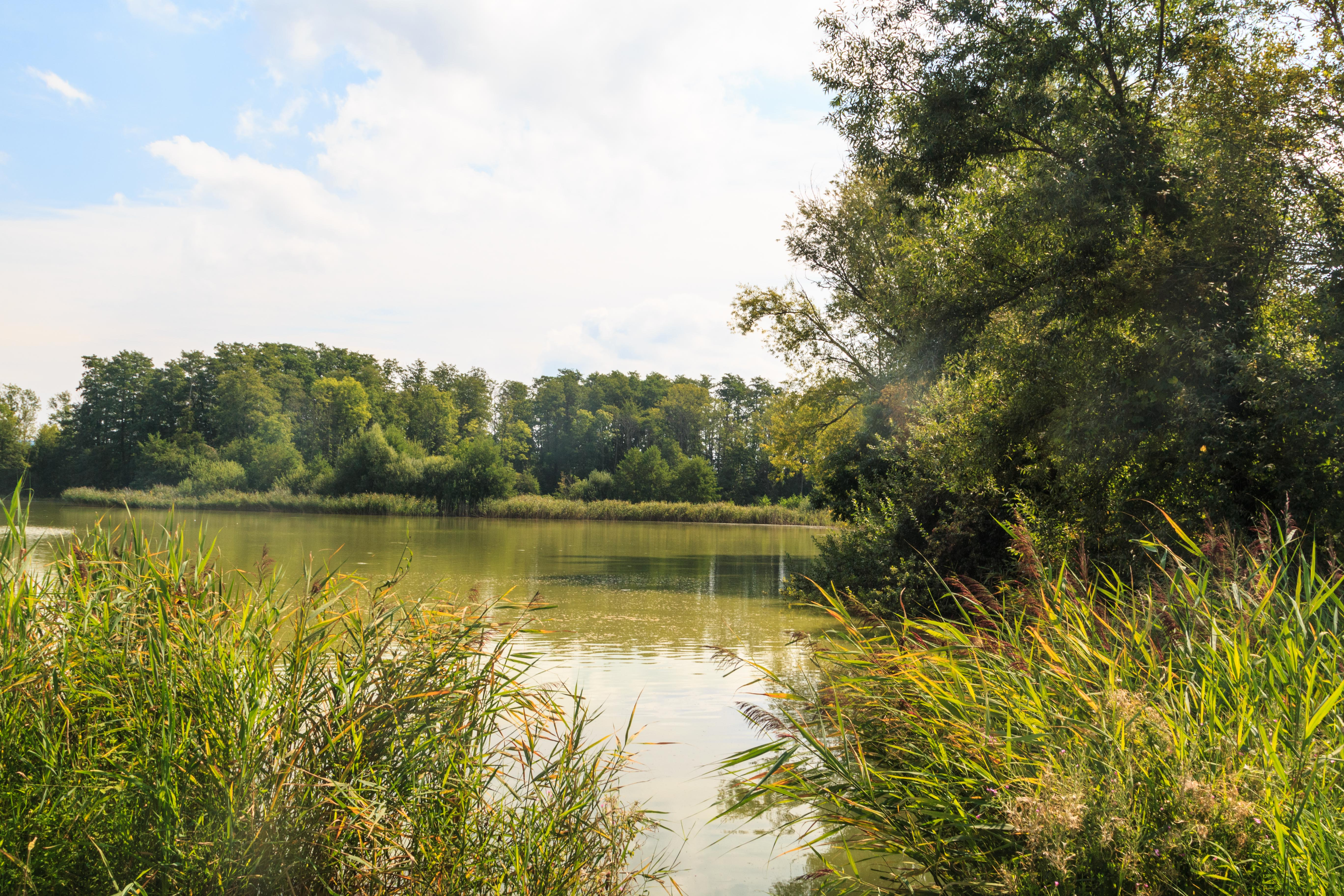
pohled na rybník Heřmánek u Českých Heřmanic
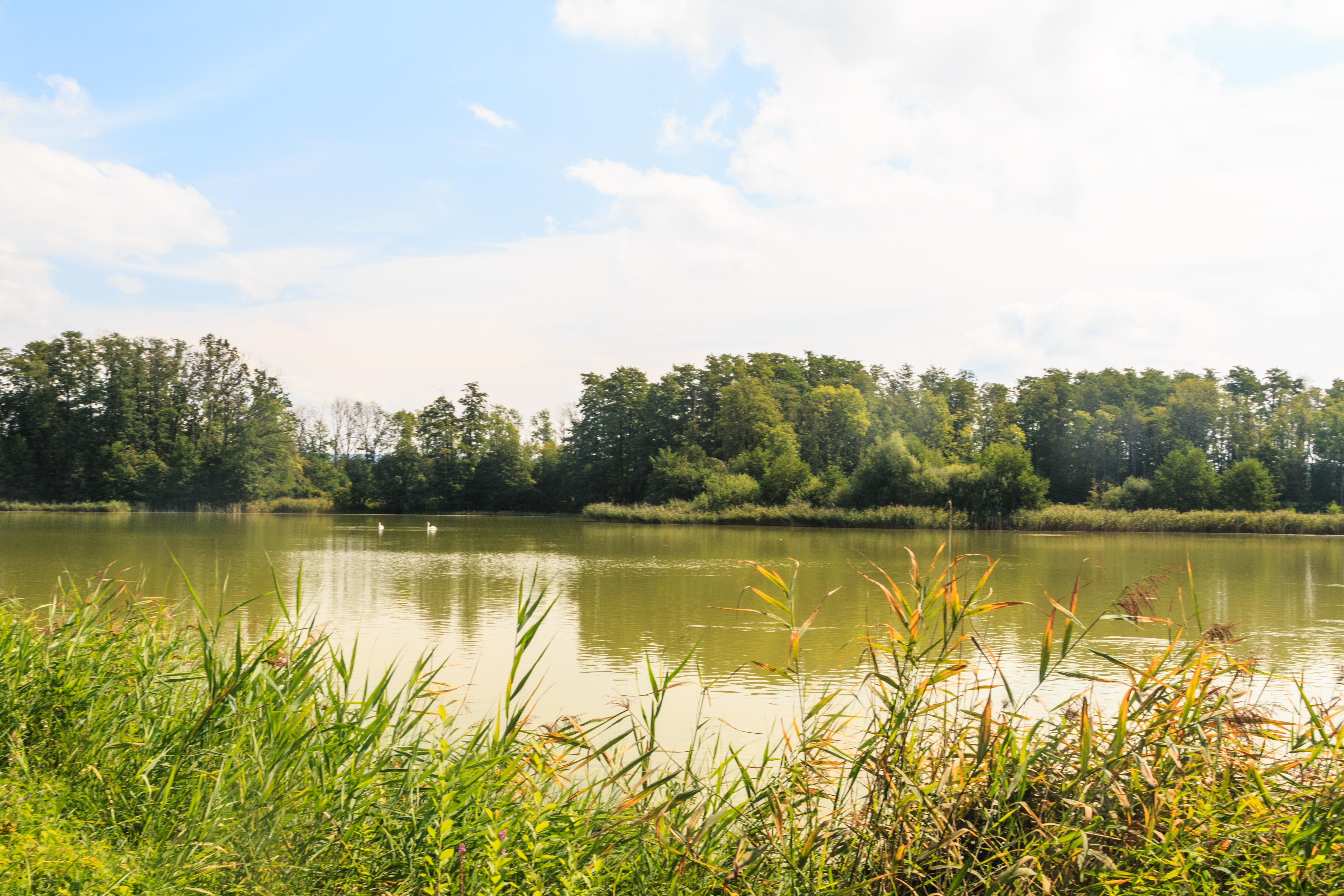
pohled na rybník Heřmánek u Českých Heřmanic
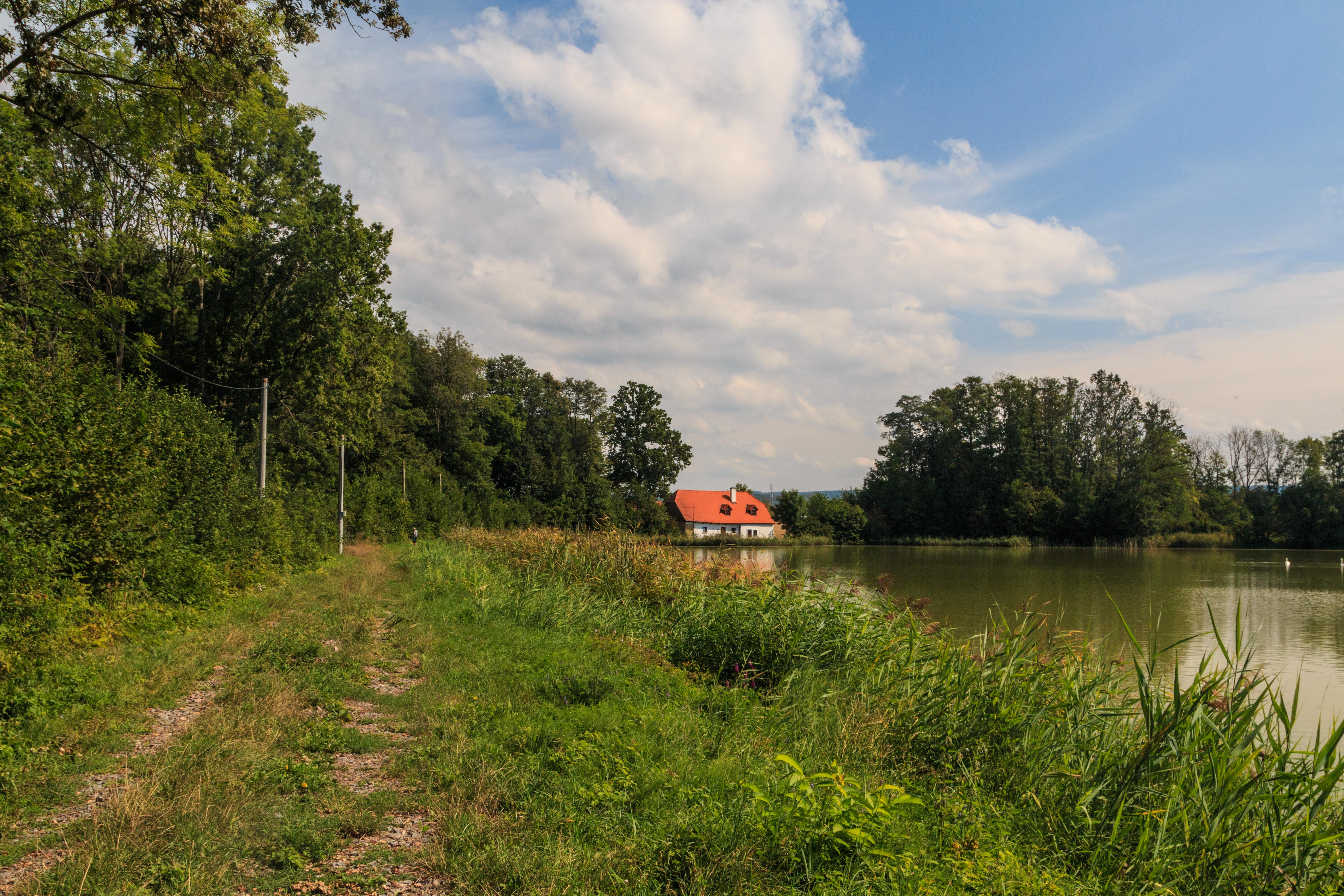
pohled na rybník Heřmánek u Českých Heřmanic
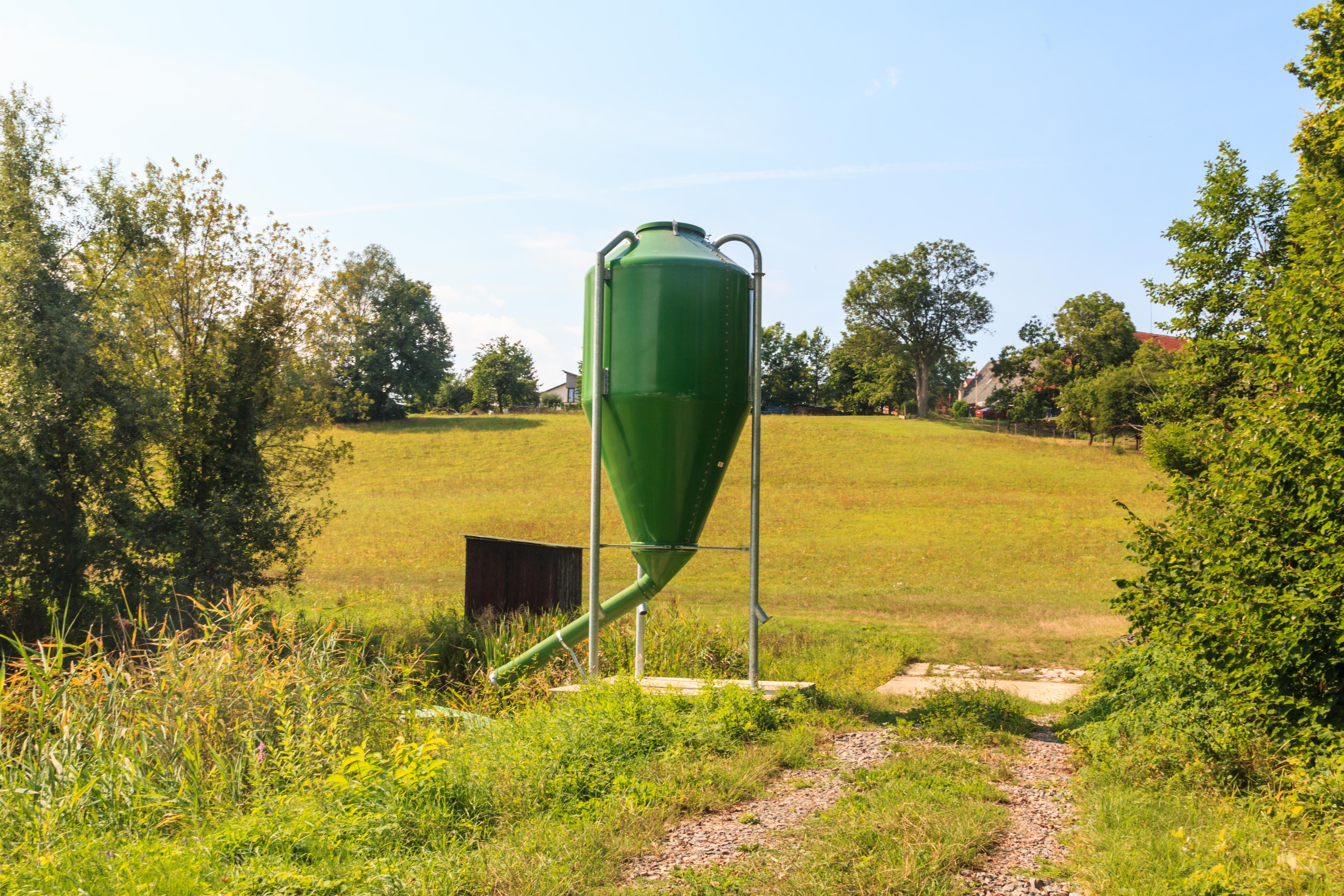
pohled na rybník Heřmánek u Českých Heřmanic
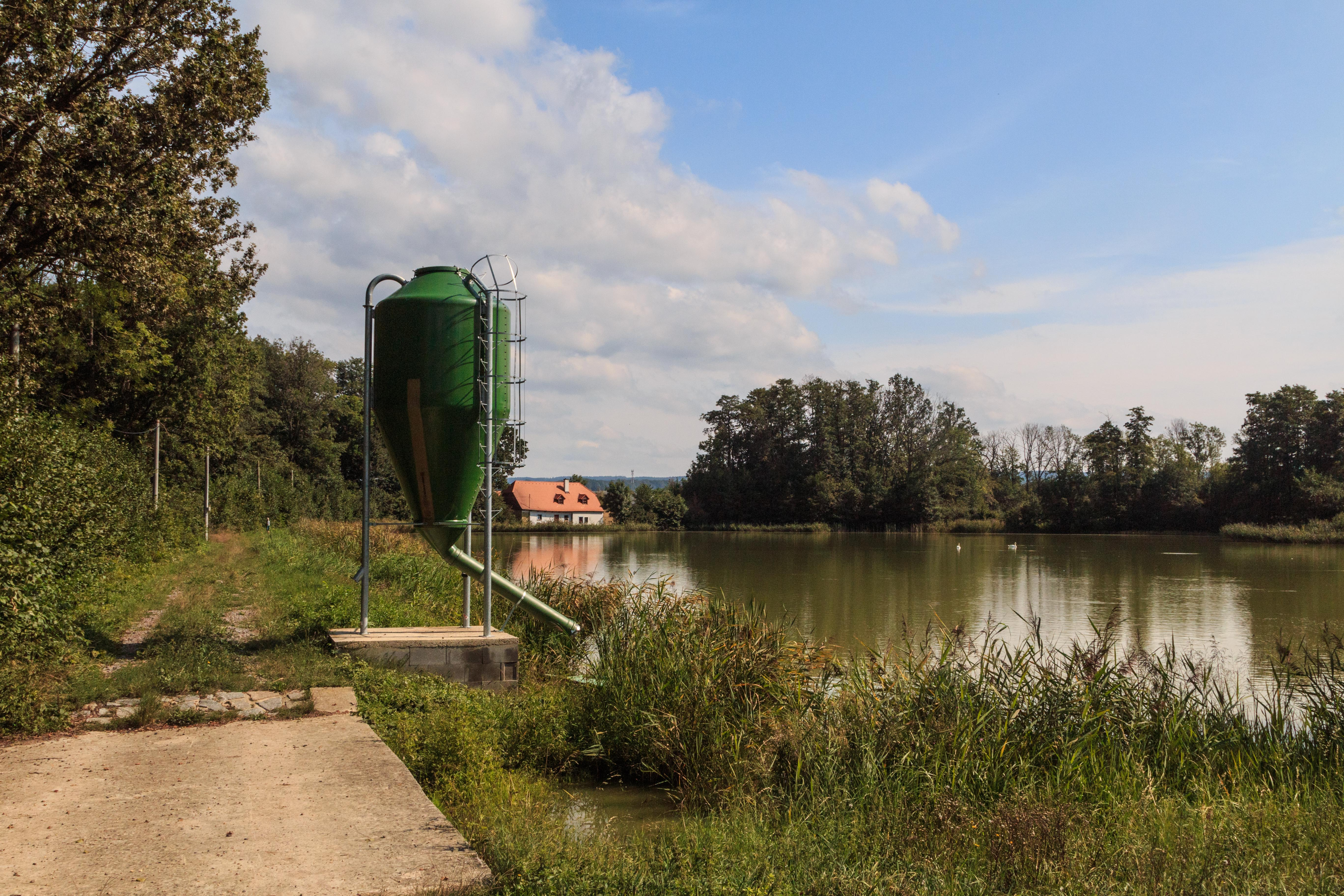
pohled na rybník Heřmánek u Českých Heřmanic